# Mîkilsk, Dzerjînsk
Mîkilsk (în ucraineană Микільськ) este un sat în comuna Hodîha din raionul Dzerjînsk, regiunea Jîtomîr, Ucraina.

## Demografie
Componența lingvistică a localității Mîkilsk
     Ucraineană (100%)
Conform recensământului din 2001, toată populația localității Mîkilsk era vorbitoare de ucraineană (100%).